# Happy People
Happy People – debiutancki singel Prince Ital Joego, który powstał we współpracy z Markym Markiem. Został wydany w 1993 roku.

## Lista utworów
- CD maxi–singel (1993)[1]

1. „Happy People” (Radio Edit) – 3:59
2. „Happy People” (Long Version) – 5:55
3. „Happy People” (Ragga Version) – 5:59

- CD maxi–singel (Remix) (1994)[1]

1. „Happy People” (Bass Bumpers Remix) – 5:45
2. „Happy People” (Damage Control Remix) – 5:55

## Notowania na listach sprzedaży
| Kraj       | Lista (1994)    | Najwyższa pozycja |
| ---------- | --------------- | ----------------- |
| Niemcy     | Top 100 Singles | 4                 |
| Szwajcaria | Singles Top 50  | 22                |
| Austria    | Singles Top 30  | 23                |
| Szwecja    | Top 40 Singles  | 24                |